# Voi nhà

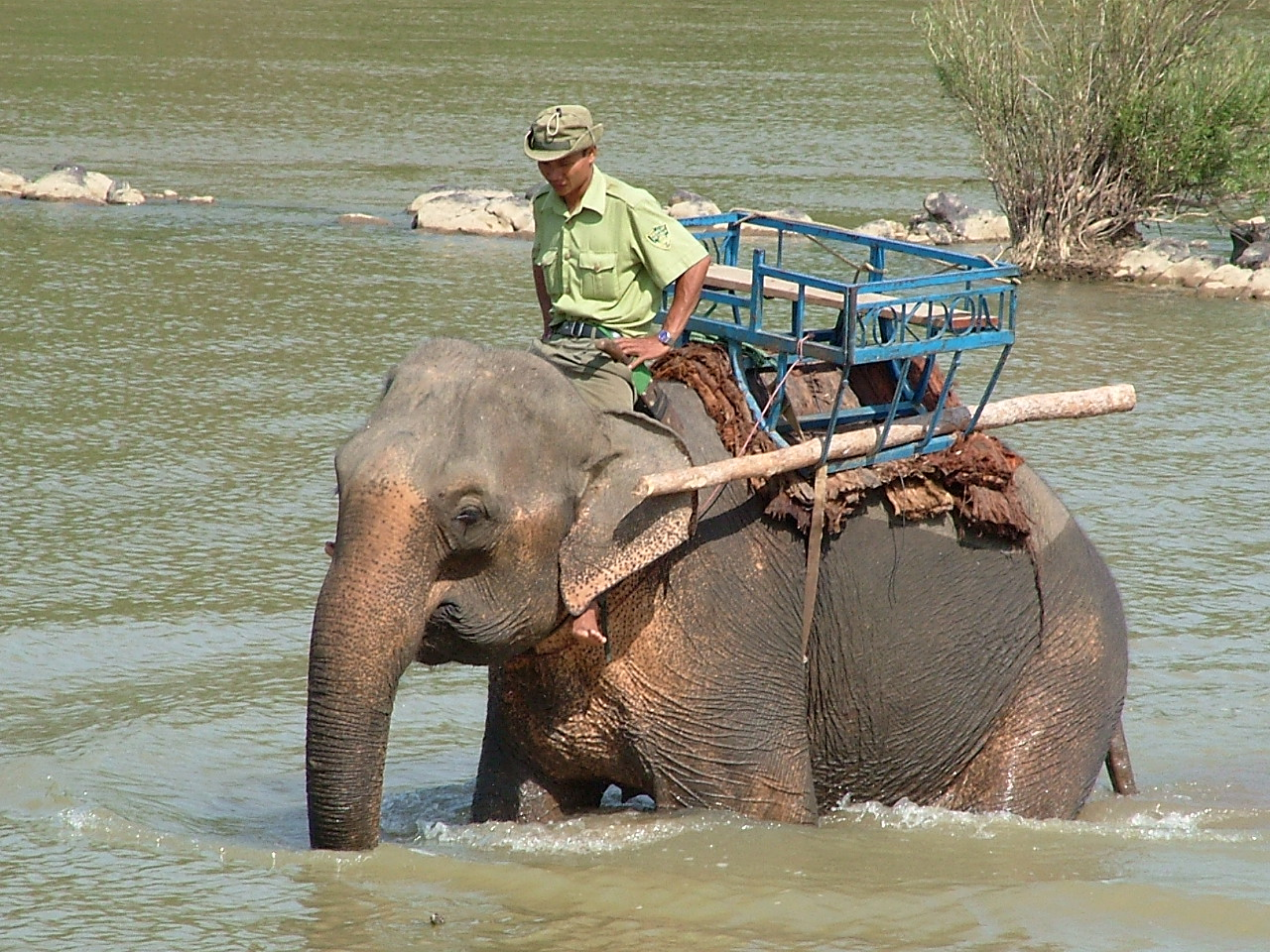
Một con voi nhà ở Tây Nguyên

Voi nhà hay voi nuôi nhốt (Captive elephant) hay còn gọi là voi thuần dưỡng là những con voi được nuôi giữ trong một khu vực giam giữ nhất định, chẳng hạn như tại Vườn bách thú, rạp xiếc hoặc trại voi, nơi chúng được con người nuôi dưỡng và chăm sóc và thường được trưng bày cho mục đích giải trí hoặc giáo dục, ở nhiều nơi chúng được thuần dưỡng để trở thành những con vật giúp việc cho con người, dù chúng không thể bị thuần hóa như các loài gia súc khác.
Trong tiếng Việt, thuật ngữ "voi nhà" chỉ về những con voi đã thuần dưỡng, huấn luyện để phân biệt với voi rừng là những con voi hoang dã trong môi trường tự nhiên. Cũng như ngựa, đơn vị đếm đại lượng số voi trong tiếng Việt là "thớt" - một đơn vị từ dùng riêng chỉ về voi, tương ứng với một cá thể (một thớt voi, thớt tượng, một thớt ngựa).

## Tổng quát

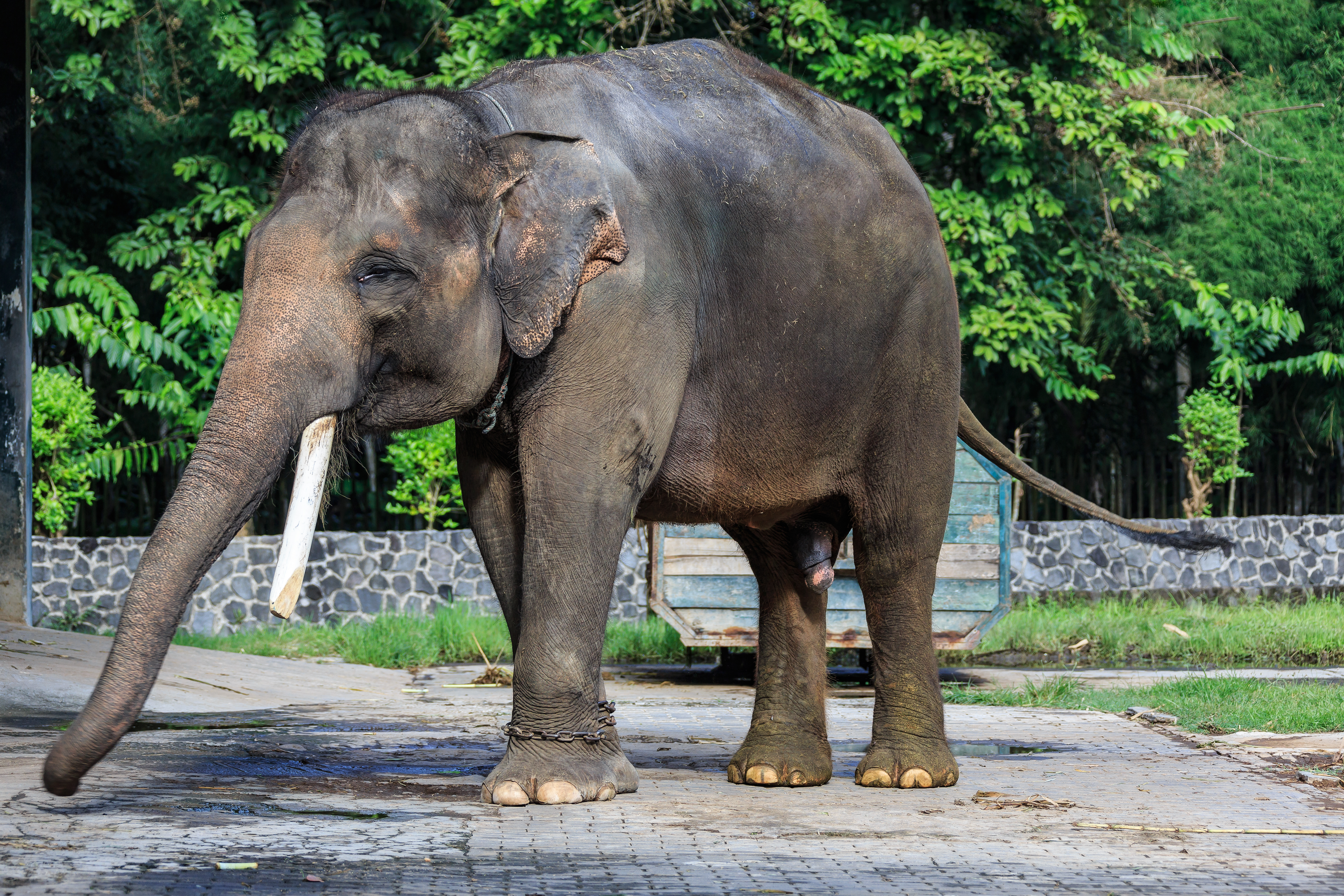
Một con voi nuôi nhốt ở Đền Borobudur

Hầu hết những con voi nuôi nhốt có nguồn gốc từ tự nhiên, vì chúng sinh sản kém trong điều kiện nuôi nhốt, ở nhiều nơi có tập tục săn voi rừng và bắt chúng để thuần dưỡng, huấn luyện thành voi nhà. Tỷ lệ voi con sinh ra trong điều kiện bị giam giữ rất hiếm hoi không thể cân bằng tỷ lệ voi chết trong khi bị nuôi nhốt giam giữ. Chăn nuôi có chọn lọc của voi là không thực tế do chu kỳ sinh sản quá lâu của chúng, vì vậy cho đến nay vẫn không có giống voi thuần hóa nào.
Hầu hết những cá thể voi bị bắt và thuần là những con voi châu Á, loài đang bị đe dọa. Voi bụi rậm châu Phi và voi rừng châu Phi ít có khả năng huấn luyện hơn vì chúng hung dữ và không thân thiện với con người. Các tổ chức quyền lợi động vật ước tính có khoảng 15.000 đến 20.000 con voi bị giam giữ trên toàn thế giới. Để so sánh, Liên minh Bảo tồn Thiên nhiên Quốc tế (IUCN) ước tính tổng số voi châu Á trong tự nhiên là 40.000 đến 50.000 cá thể và voi châu Phi trong tự nhiên là 400.000 đến 600.000 cá thể.
Voi thuần hóa đã được ghi nhận trong lịch sử khá dài kể từ khi nền văn minh thung lũng Indus khoảng 2.000 TCN. Với những người quản tượng (mahout) hay ông Bành, chúng đã được sử dụng như nhữ làm động vật làm việc trong lâm nghiệp để kéo gỗ gọi là voi thợ, dùng làm voi chuyên chở, chúng được sử dụng như voi chiến (bởi các chỉ huy như Hannibal, và các vị vua, vị tướng ở Ấn Độ, Thái Lan, Miến Điện, Lào, Cao Miên, Việt Nam, Chiêm Thành), để sử dụng trong văn hóa và nghi lễ (như voi gác đền), rồi còn như một phương pháp hành hình (voi giày), cho các màn trình diễn công cộng như voi xiếc và trong vườn thú. Các biểu hiện của một con voi trắng, xuất xứ từ một con voi trắng được coi là con vật linh thiêng và do đó sẽ bị loại khỏi công việc mà chỉ dùng để trang trí, làm kiểng, làm quà tặng, cống phẩm.